# Domo de lava

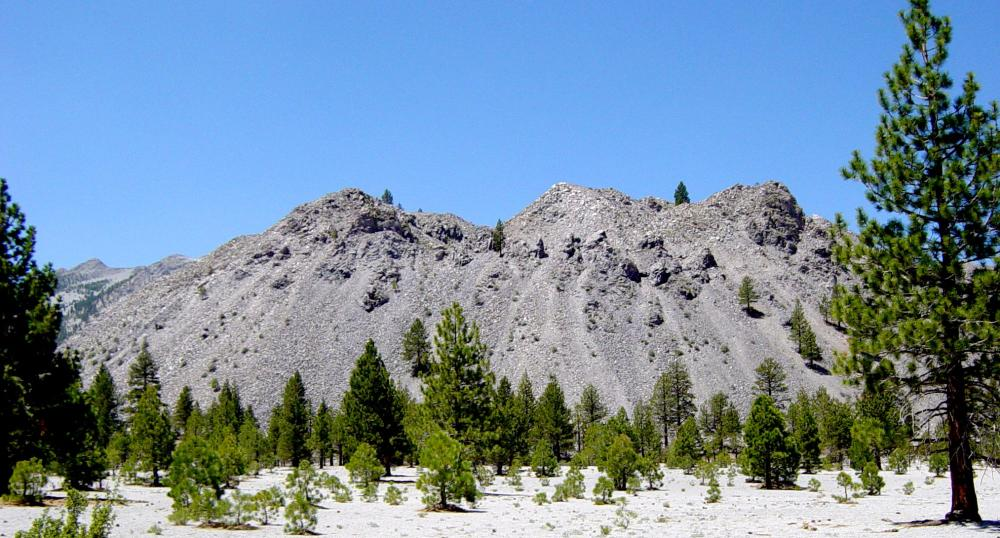
Uno de los Mono Craters, un ejemplo de un domo de riolita.

En vulcanología, un domo de lava o domo tapón es un montículo aproximadamente circular que se origina en una erupción lenta de lava viscosa de un volcán (por lo general riolita y/o dacita). La viscosidad, o adherencia, de la lava no permite que la lava fluya demasiado lejos de su chimenea antes de solidificarse. Los domos pueden alcanzar alturas de varios cientos de metros, y pueden crecer lentamente y en forma continua durante meses e incluso años. Los lados de estas estructuras están formados de trozos inestables de roca. Debido a la posibilidad de acumulación de presión de gas, el domo puede a lo largo de su historia sufrir erupciones explosivas. Cuando una parte de un domo de lava colapsa cuando aún contiene roca fundida y gases, puede producir un flujo piroclástico, que es una de las formas más letales de incidentes volcánicos. Otros peligros relacionados con los domos de lava son la destrucción de propiedades, incendios forestales, y lahars iniciados por flujos piroclásticos en proximidades de zonas de nieve o hielo. Los domos de lava son uno de los principales rasgos de estratovolcanes en todo el mundo. Alrededor del 6% de las erupciones en la Tierra forman domos de lava.

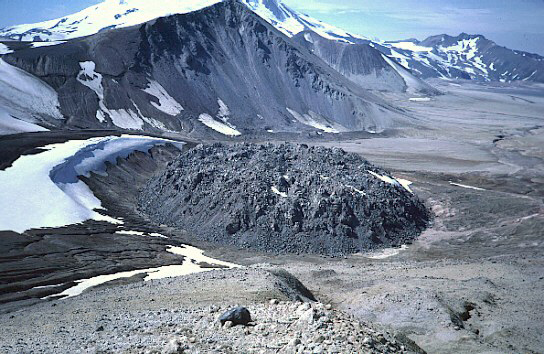
Domo de riolita en el Novarupta en el parque nacional y Reserva Katmai, Alaska. Fue el evento inicial de una gran erupción en 1912, que causó el colapso de la cumbre del Katmai en las proximidades y que creó el Valle de las diez mil humaredas.

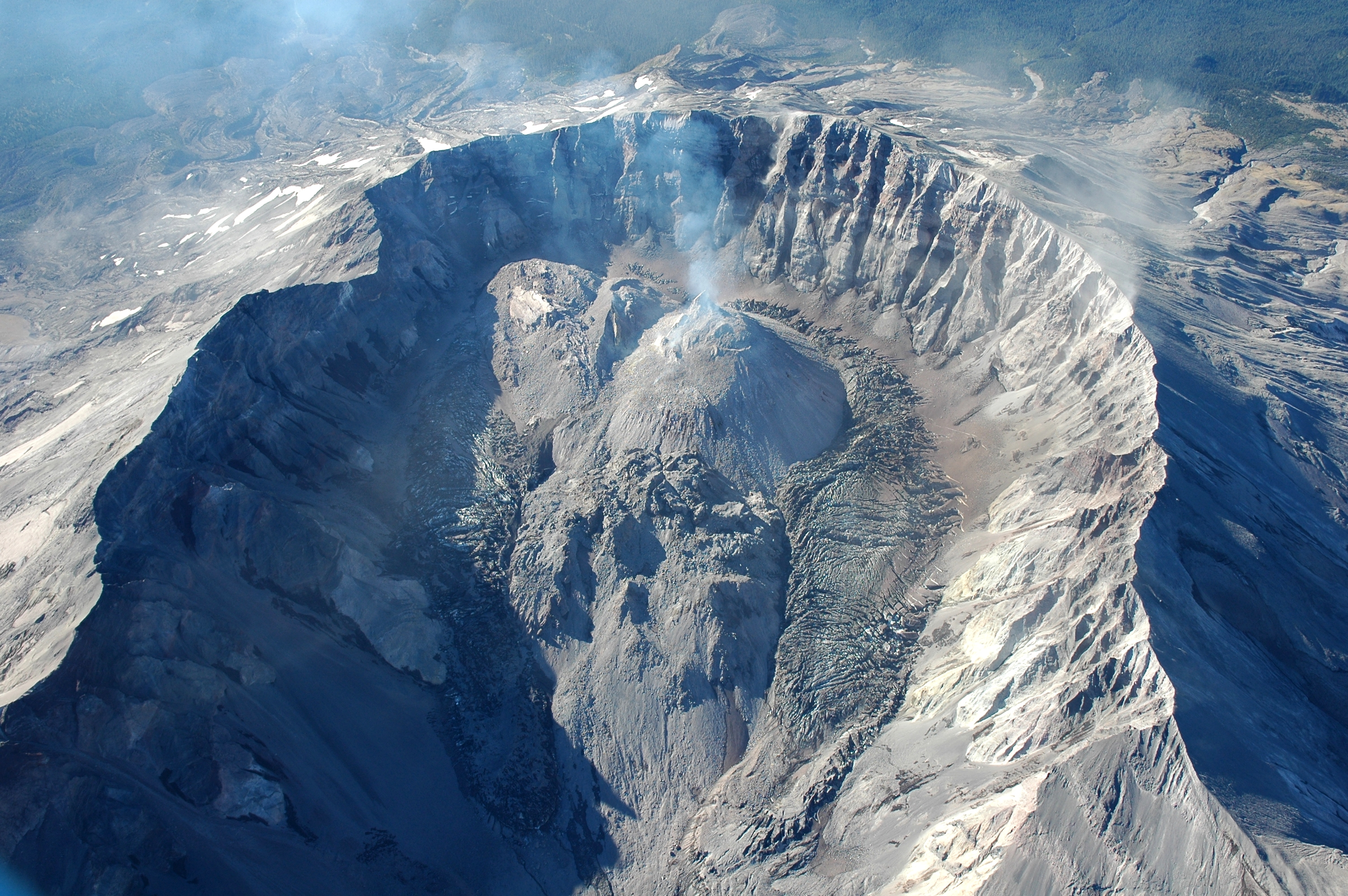
Domos de lava en el cráter del monte Santa Helena.

Algunos de los domos de lava más activos del mundo incluyen los ubicados en el monte Merapi en la zona central de Java en Indonesia, Soufriere Hills en Montserrat, y el monte Santa Helena en Washington. Lassen Peak en el norte de California, es uno de los mayores domos de lava del mundo y se distingue por ser el único volcán de la cordillera Cascade además del monte Santa Helena que ha hecho erupción (1914–1921) en el siglo XX.
Los domos pueden construirse en el interior del volcán sin llegar a emerger, en cuyo caso pueden aflorar con el paso del tiempo debido a su resistencia a la erosión, formando entonces agujas rocosas que destacan en el paisaje y que en muchas regiones hispanohablantes reciben el nombre de "Bufa" "Peña" "Pitón" o "Roque". Un ejemplo es el Roque Nublo en la isla de Gran Canaria.
Se ha sugerido la existencia de cúpulas de lava en algunas estructuras abovedadas de la Luna, Venus y Marte,  por ejemplo, la superficie marciana en la parte occidental de Arcadia Planitia y dentro de Terra Sirenum.

## Dinámica de los domos

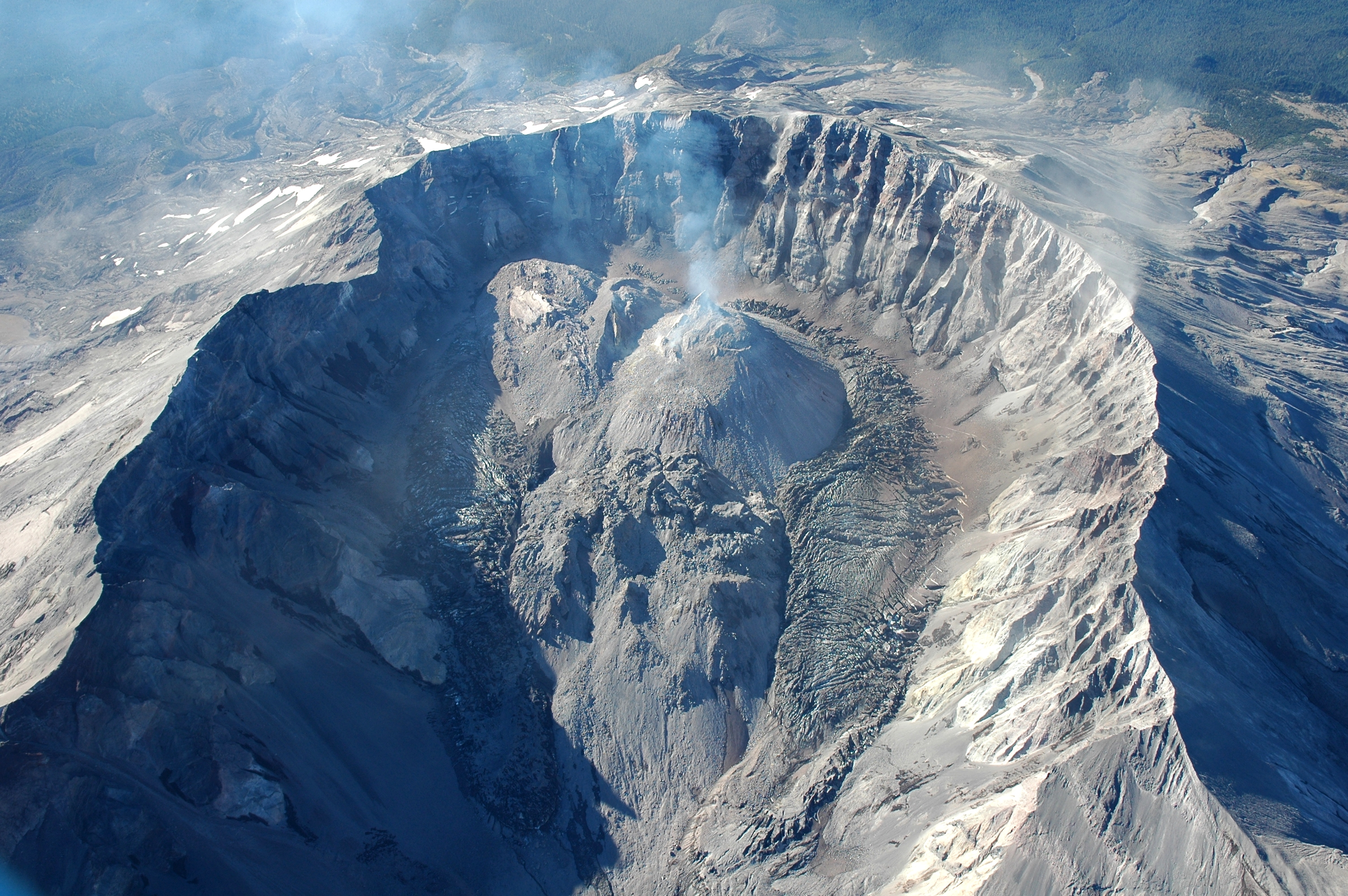
Los domos de lava en el cráter del Monte Santa Helena.

Los domos de lava evolucionan de forma impredecible, debido a la dinámica no lineal causada por la cristalización y desgasificación de la lava altamente viscosa en el conducto del domo. Las cúpulas sufren varios procesos como el crecimiento, el colapso, la solidificación y la erosión.
Los domos de lava crecen por endogenia crecimiento de domos o exogenia crecimiento de domos. El primero implica la ampliación de un domo de lava debido a la afluencia de magma al interior del domo, y el segundo se refiere a lóbulos discretos de lava emplazados sobre la superficie del domo. Es la alta viscosidad de la lava la que impide que fluya lejos del respiradero del que se extruye, creando una forma de domo de lava pegajosa que luego se enfría lentamente in situ. [Las espinas de lava y los flujos de lava son productos extrusivos comunes de los domos de lava. Los domos pueden alcanzar alturas de varios cientos de metros, y pueden crecer lenta y constantemente durante meses (por ejemplo, el volcán Unzen), años (por ejemplo, el volcán Soufrière Hills), o incluso siglos (por ejemplo, el volcán Monte Merapi). Las laderas de estas estructuras están compuestas por escombros rocosos inestables. Debido a la acumulación intermitente de presión de gas, los domos en erupción pueden experimentar a menudo episodios de erupción explosiva con el tiempo. Si parte de un domo de lava colapsa y expone el magma presurizado, se pueden producir flujos piroclásticoss. Otros peligros asociados a los domos de lava son la destrucción de propiedades a causa de flujos de lava, incendios forestaless, y lahars desencadenados a partir de la re-movilización de cenizas y escombros sueltos. Los domos de lava son una de las principales características estructurales de muchos estratovolcanes en todo el mundo. Los domos de lava son propensos a explosiones inusualmente peligrosas, ya que pueden contener lava rica en sílice riolítica.
Las características de las erupciones de los domos de lava incluyen una sismicidad superficial, de largo período e híbrida, que se atribuye al exceso de presiones de fluidos en la cámara de ventilación que contribuye. Otras características de los domos de lava son su forma de domo semiesférico, los ciclos de crecimiento del domo durante largos períodos y los inicios repentinos de la actividad explosiva violenta. La tasa media de crecimiento de los domos puede utilizarse como un indicador aproximado de la tasa de suministro de magma, pero no muestra ninguna relación sistemática con el momento o las características de las explosiones de los domos de lava.
El colapso gravitacional de un domo de lava puede producir un flujo de bloques y cenizas.

## Accidentes geográficos relacionados
Dependiendo de la topografía del sitio de salida de lava y su composición, el domo puede adoptar una forma y dinámica particular:
- si la lava es extremadamente viscosa, puede solidificarse en la cámara de magma que se comportará como la cámara de un pistón expulsando su contenido; esto da como resultado una masa de lava sólida "domo torta";
- si la lava es un poco menos viscosa, formará un domo compuesto por agujas de lava que colapsan y cuyos escombros se acumulan a sus pies, formando un "domo peleean";
- si el terreno es relativamente plano, horizontal y la lava bastante fluida, el domo de lava fluirá lo suficiente como para formar un domo con lados empinados y una parte superior aplanada "domo coulee";
- si el terreno es inclinado y la lava bastante fluida, el domo de lava fluirá en una dirección para formar un "domo de flujo";
- si la lava no llega a la superficie, puede acumularse dentro del volcán formando un "criptodomo".

### Criptodomos

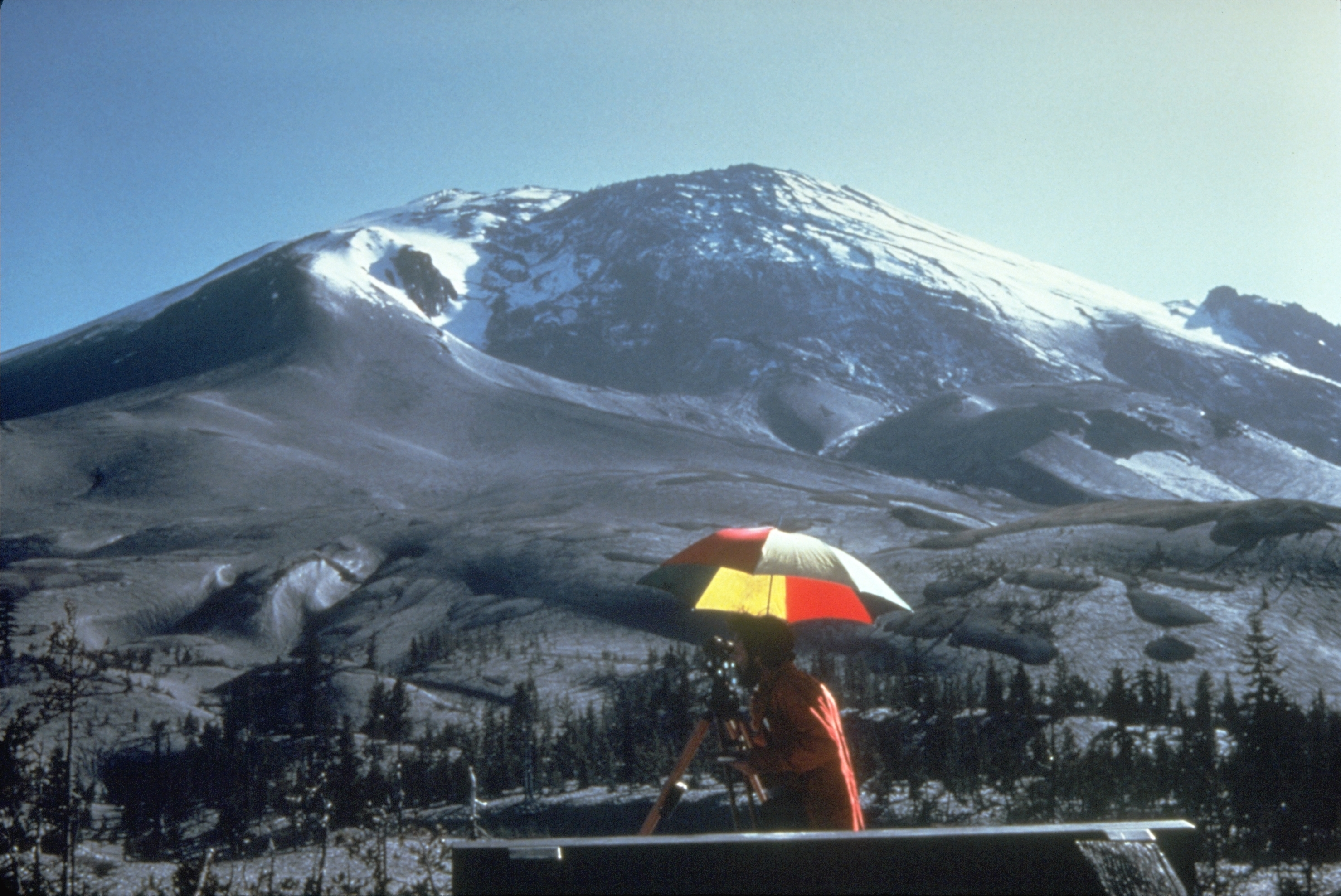
El criptodomo abultado del monte St. Helens el 27 de abril de 1980.

Un criptodomo (del griego κρυπτός, kryptos, "oculto, secreto") es una estructura en forma de cúpula creada por la acumulación de magma viscoso a poca profundidad. Un ejemplo de criptodomo fue la erupción del monte St. Helens en mayo de 1980, donde la erupción explosiva comenzó después de que un deslizamiento de tierra provocara el colapso de la ladera del volcán, lo que provocó una descompresión explosiva del criptodomo subterráneo.

### Columna de lava/aguja de lava

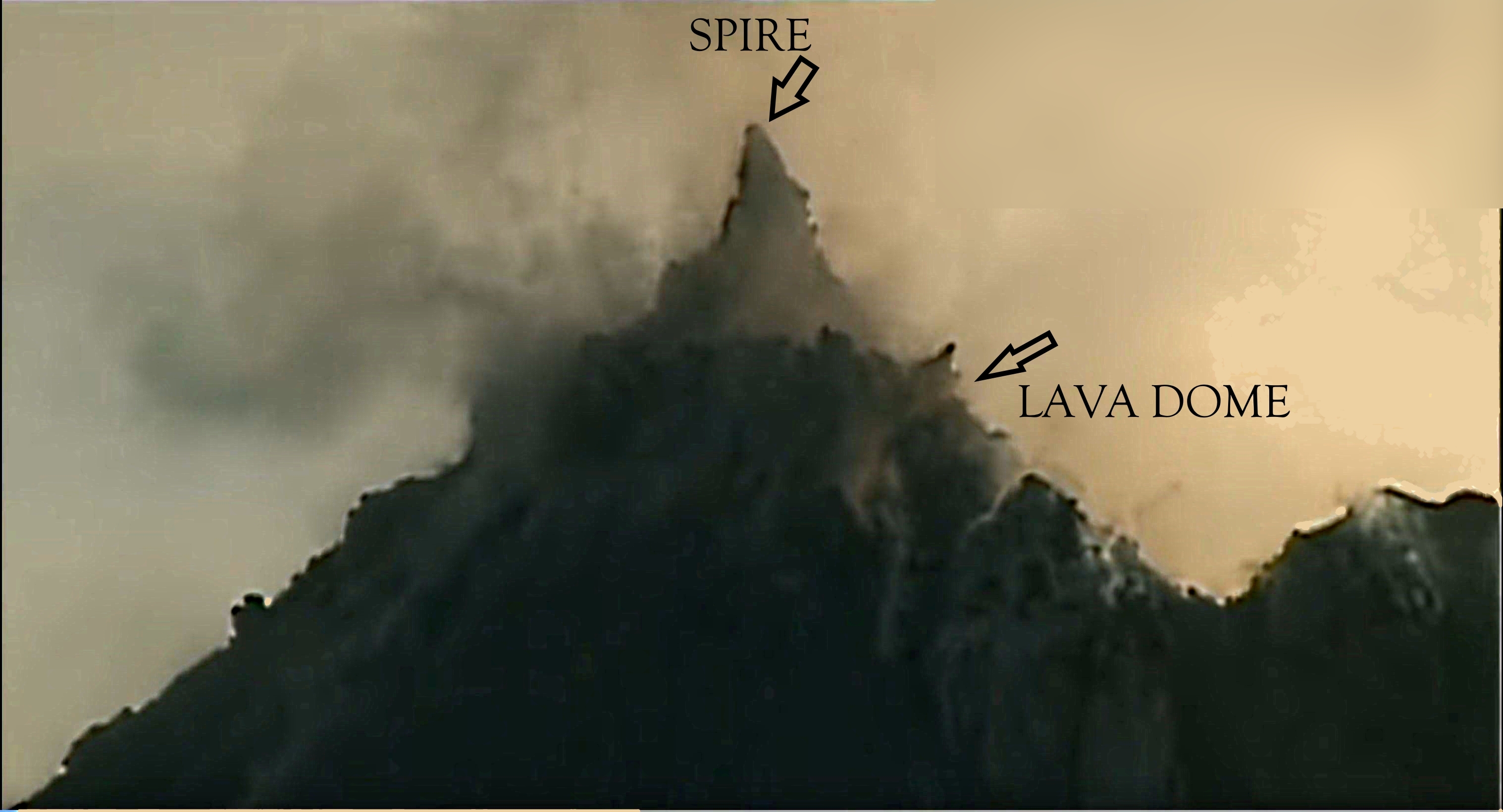
Columna de lava de Soufrière Hills antes de la erupción de 1997.

Una columna de lava o una aguja de lava es un crecimiento que se puede formar en la parte superior de una cúpula de lava. Una columna de lava puede aumentar la inestabilidad del domo de lava subyacente. Un ejemplo reciente de columna de lava es la formada en 1997 en el volcán Soufrière Hills en la isla de Montserrat.

### Coladas de lava

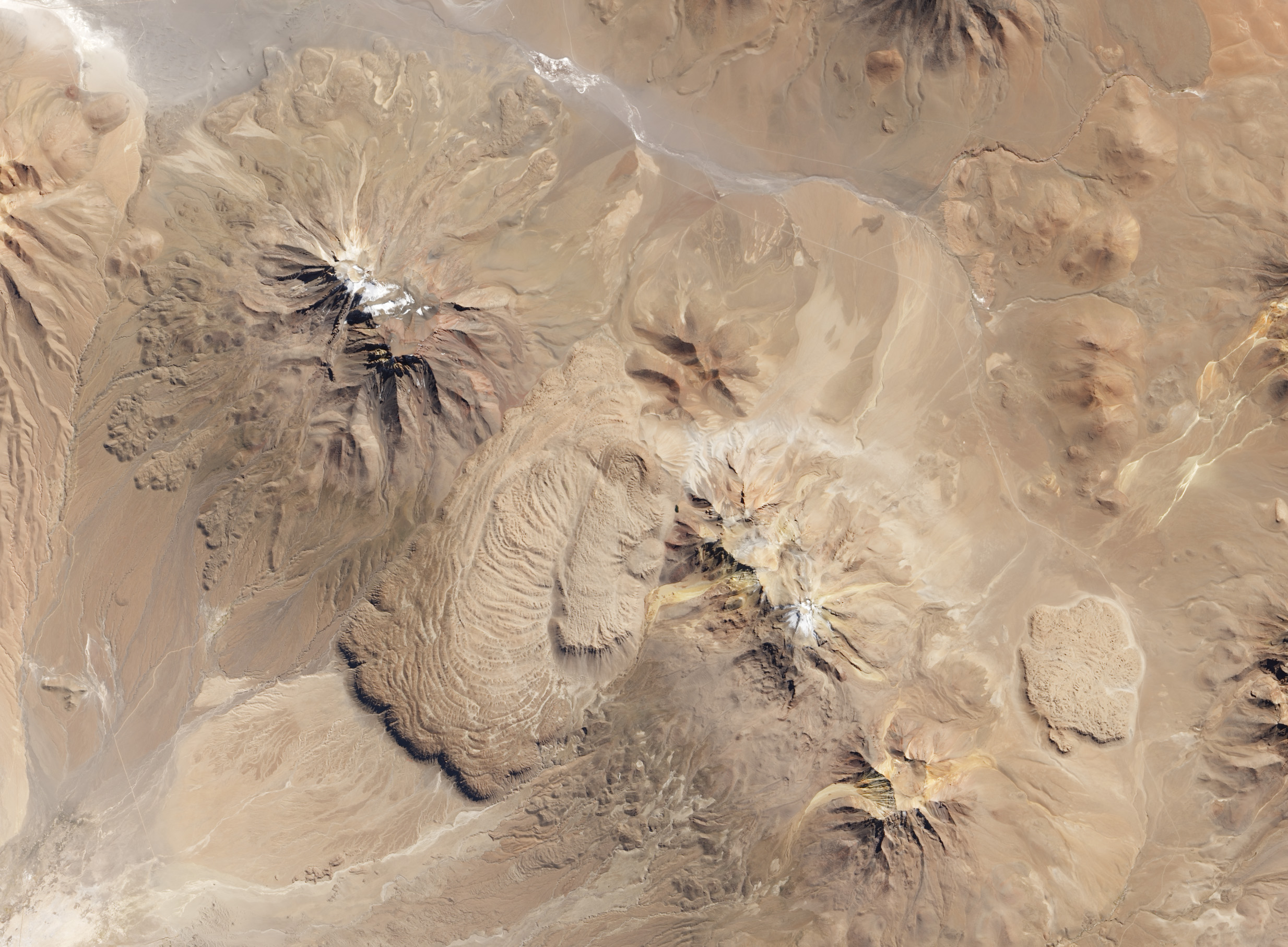
Domos de flujo coulée (centro izquierda), en el Cerro Chao, norte de Chile, vistos desde el satélite Landsat 8.

Los coulées (o coulees) son domos de lava que han experimentado cierto flujo fuera de su posición original, asemejándose así tanto a domos de lava como a flujos de lava.
El flujo de dacita más grande del mundo conocido es el complejo de domos de dacita Chao, un enorme domo de flujo de coulée entre dos volcanes en el norte de Chile. Este flujo tiene más de 14 kilómetros (8,7 millas) de largo, tiene características de flujo obvias como crestas de presión y un frente de flujo de 400 metros (1300 pies) de altura (la línea festoneada oscura en la parte inferior izquierda). Hay otro flujo de coulée prominente en el flanco del volcán Llullaillaco, en Argentina, y otros ejemplos en los Andes.

## Ejemplos de domos de lava

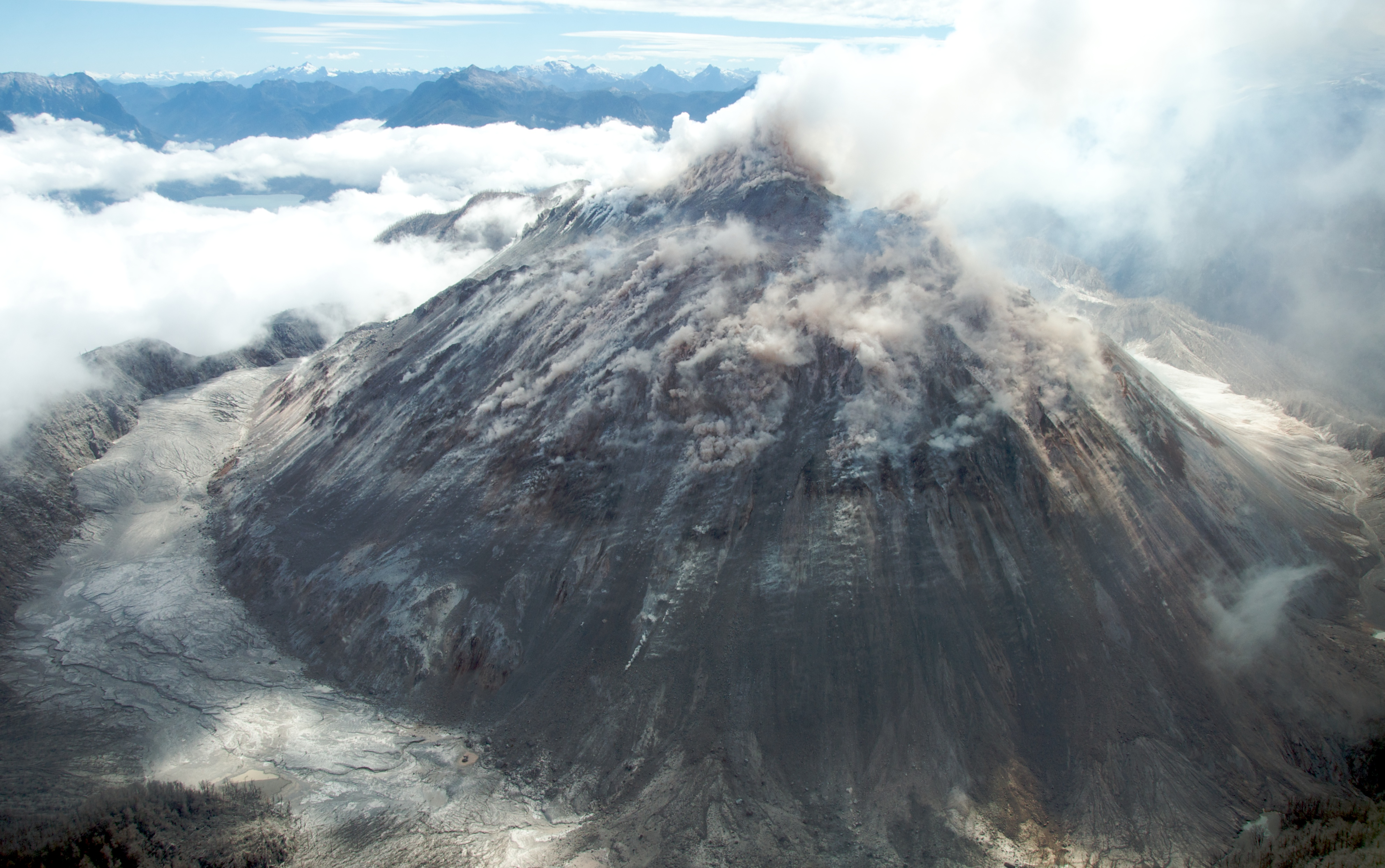
Vista aérea del Volcán Chaitén
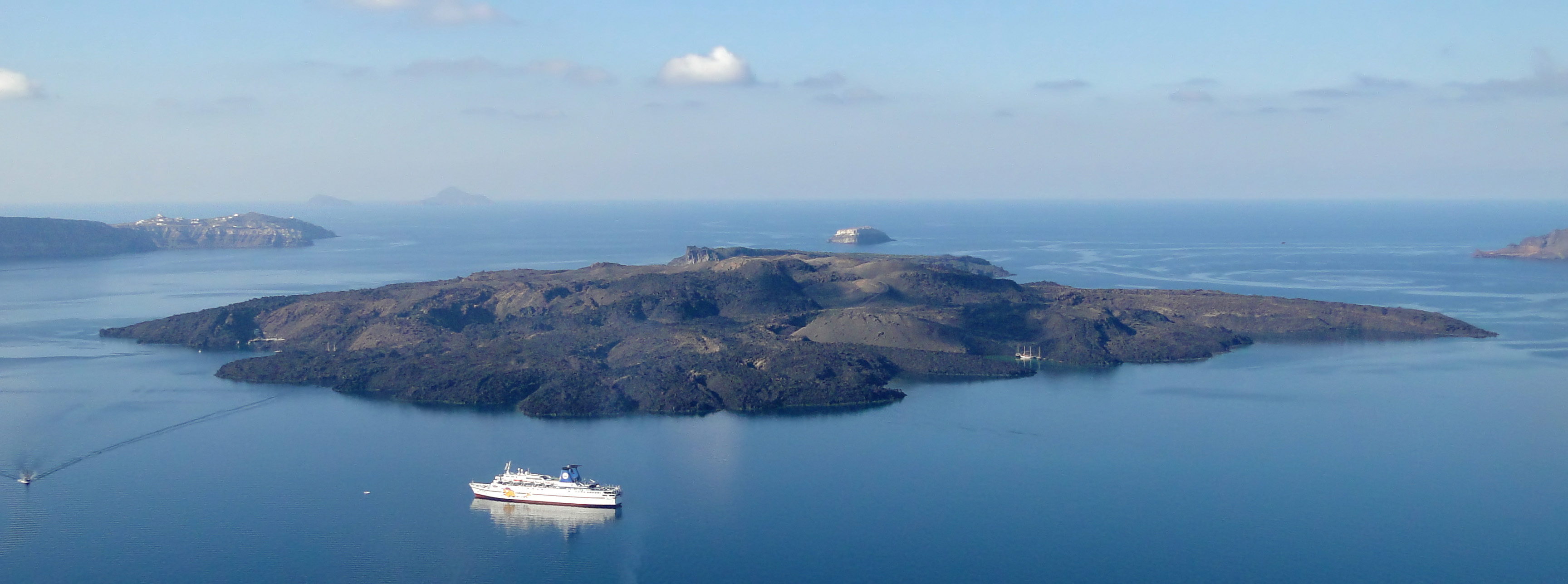
La isla Nea Kameni, situada en la caldera de Santorini, Grecia

| Nombre del domo de lava                   | País                         | Área volcánica                                           | Composición         | Última erupción o episodio de crecimiento |
| ----------------------------------------- | ---------------------------- | -------------------------------------------------------- | ------------------- | ----------------------------------------- |
| Domo de lava del volcán Chaitén           | Chile                        | Zona Volcánica Sur del cinturón volcánico de los Andes   | Riolita             | 2009                                      |
| Domos de lava de Ciomadul                 | Rumanía                      | Cárpatos                                                 | Dacita              | Pleistoceno                               |
| Domos de lava del Volcán Puyehue          | Chile                        | Zona Volcánica Sur del cinturón volcánico de los Andes   | Riodacita a Riolita | Holoceno                                  |
| Domo de lava del Volcán Galeras           | Colombia                     | Zona Volcánica Norte del cinturón volcánico de los Andes | Desconocida         | 2010                                      |
| Domo de lava del volcán Katla             | Islandia                     | Punto caliente de Islandia                               | Riolita             | desde 1999                                |
| Pico Lassen                               | Estados Unidos               | Arco volcánico de las Cascadas                           | Dacita              | 1917                                      |
| Black Butte (Siskiyou County, California) | Estados Unidos               | Arco volcánico de las Cascadas                           | Dacita              | 9500 Antes del presente                   |
| Domo de lava del Bridge River Vent        | Canadá                       | Arco volcánico de las Cascadas                           | Dacita              | hacia 300 BC                              |
| Domo de lava de La Soufrière              | San Vicente y las Granadinas | Arco volcánico de las Antillas Menores                   |                     | 2021                                      |
| Domo de lava del Monte Merapi             | Indonesia                    | Arco de Sonda                                            | Desconocida         | 2010                                      |
| Nea Kameni                                | Grecia                       | Arco volcánico del sur del Egeo                          | Dacita              | 1950                                      |
| Domo de lava de Novarupta                 | Estados Unidos               | Arco Aleutiano                                           | Riolita             | 1912                                      |
| Domos de lava de los Nevados de Chillán   | Chile                        | Zona Volcánica Sur del cinturón volcánico de los Andes   | Dacita              | 1986                                      |
| Puy de Dôme                               | Francia                      | Cadena de los Puys                                       | Traquita            | hacia 5760 a. C.                          |
| Domo de lava del Volcán Santa María       | Guatemala                    | Arco volcánico centroamericano                           | Dacita              | 2009                                      |
| Domo de lava de Sollipulli                | Chile                        | Zona Volcánica Sur del cinturón volcánico de los Andes   | Andesita a Dacita   | 1240 ± 50 años                            |
| Domo de lava de Soufrière Hills           | Montserrat                   | Antillas Menores                                         | Andesita            | 2009                                      |
| Domos de lava del Monte Santa Helena      | Estados Unidos               | Arco volcánico de las Cascadas                           | Dacita              | 2008                                      |
| Domo de lava de Torfajökull               | Islandia                     | Punto caliente de Islandia                               | Riolita             | 1477                                      |
| Domos de lava de Tata Sabaya              | Bolivia                      | Cordillera de los Andes                                  | Desconocida         | ~ Holoceno                                |
| Tate-iwa                                  | Japón                        | Arco del Japón                                           | Dacita              | Mioceno                                   |
| Caldera de los Valles                     | Estados Unidos               | Sierra de Jémez                                          | Riolita             | 50,000-60,000 Antes del presente          |
| Domo de lava de la Wizard Island          | Estados Unidos               | Arco volcánico de las Cascadas                           | Riodacita           | 2850 BC                                   |